# Sadirac
Pour les articles homonymes, voir Sadirac (homonymie).
Cet article possède des paronymes, voir Madirac et Padirac.
Sadirac est une commune du Sud-Ouest de la France, située dans le département de la Gironde, en région Nouvelle-Aquitaine.

## Géographie

### Localisation
La commune de Sadirac se situe à une vingtaine de kilomètres de Bordeaux, dans l'aire d'attraction de Bordeaux et en 2020 elle intègre son unité urbaine, au cœur de la région naturelle de l'Entre-deux-Mers. Sadirac a la superficie la plus étendue du canton de Créon et de la communauté de communes du Créonnais.

### Communes limitrophes
Les communes limitrophes en sont Camarsac au nord sur moins de 100 mètres, Le Pout au nord-nord-est, Cursan au nord-est, Créon à l'est, Saint-Genès-de-Lombaud au sud-est, Madirac au sud, Saint-Caprais-de-Bordeaux au sud-ouest, Lignan-de-Bordeaux à l'ouest et Loupes au nord-ouest.
| Loupes                    | Camarsac | Le Pout Cursan         |
| Lignan-de-Bordeaux        | Sadirac  | Créon                  |
| Saint-Caprais-de-Bordeaux | Madirac  | Saint-Genès-de-Lombaud |

### Hydrographie
Sadirac est traversée par la Pimpine qui se jette dans la Garonne et dont les deux principaux affluents, sur la commune, sont Le Gouchebouc et Le Ruzat.

### Climat
Pour des articles plus généraux, voir Climat de la Nouvelle-Aquitaine et Climat de la Gironde.
Historiquement, la commune est exposée à un climat océanique aquitain.  
En 2020, Météo-France publie une typologie des climats de la France métropolitaine dans laquelle la commune est exposée à un climat océanique et est dans la région climatique  Aquitaine, Gascogne, caractérisée par une pluviométrie abondante au printemps, modérée en automne, un faible ensoleillement au printemps, un été chaud (19,5 °C), des vents faibles, des brouillards fréquents en automne et en hiver et des orages fréquents en été (15 à 20 jours).
Pour la période 1971-2000, la température annuelle moyenne est de 12,8 °C, avec une amplitude thermique annuelle de 14,6 °C. Le cumul annuel moyen de précipitations est de 913 mm, avec 12,2 jours de précipitations en janvier et 7 jours en juillet. Pour la période 1991-2020, la température moyenne annuelle observée sur la station météorologique la plus proche, située sur la commune de Cadaujac à 10 km à vol d'oiseau, est de 13,8 °C et le cumul annuel moyen de précipitations est de 918,3 mm,. Pour l'avenir, les paramètres climatiques de la commune estimés pour 2050 selon différents scénarios d’émission de gaz à effet de serre sont consultables sur un site dédié publié par Météo-France en novembre 2022.

## Urbanisme

### Typologie
Au 1er janvier 2024, Sadirac est catégorisée bourg rural, selon la nouvelle grille communale de densité à sept niveaux définie par l'Insee en 2022.
Elle appartient à l'unité urbaine de Bordeaux, une agglomération intra-départementale regroupant 73  communes, dont elle est une commune de la banlieue,,. Par ailleurs la commune fait partie de l'aire d'attraction de Bordeaux, dont elle est une commune de la couronne,. Cette aire, qui regroupe 275 communes, est catégorisée dans les aires de 700 000 habitants ou plus (hors Paris),.

### Occupation des sols

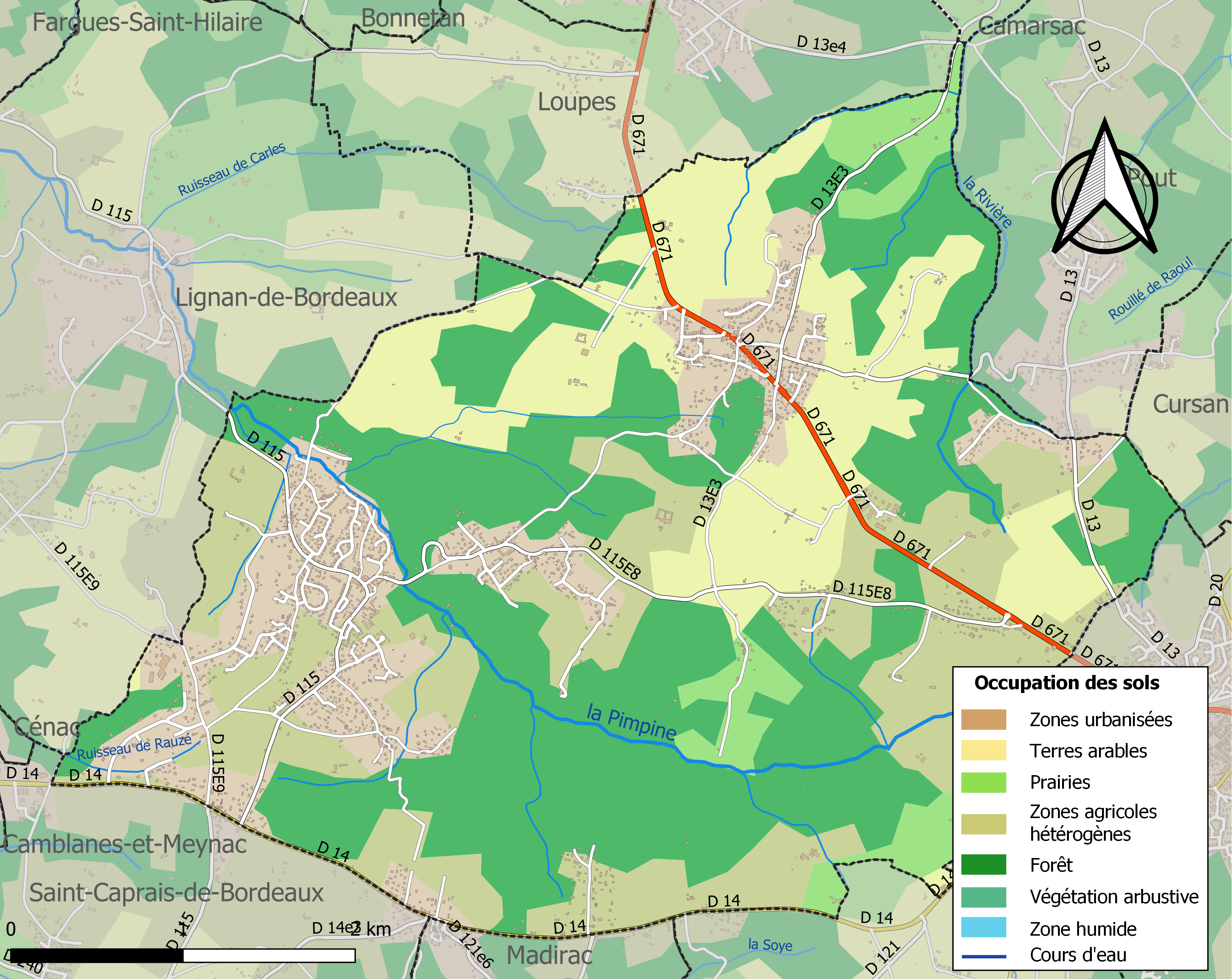
Carte des infrastructures et de l'occupation des sols de la commune en 2018 (CLC).

L'occupation des sols de la commune, telle qu'elle ressort de la base de données européenne d’occupation biophysique des sols Corine Land Cover (CLC), est marquée par l'importance des territoires agricoles (45,9 % en 2018), en diminution par rapport à 1990 (57,5 %). La répartition détaillée en 2018 est la suivante : 
forêts (38,8 %), zones agricoles hétérogènes (23 %), cultures permanentes (18,2 %), zones urbanisées (15,4 %), prairies (4,7 %). L'évolution de l’occupation des sols de la commune et de ses infrastructures peut être observée sur les différentes représentations cartographiques du territoire : la carte de Cassini (XVIIIe siècle), la carte d'état-major (1820-1866) et les cartes ou photos aériennes de l'IGN pour la période actuelle (1950 à aujourd'hui).

### Voies de communication et transports
Sadirac est située sur un grand axe reliant la métropole bordelaise à Créon et l'Entre-deux-Mers. Elle possède un réseau routier dense, 55 kilomètres de voirie.
La RD 671 relie la RD 936 (axe Bordeaux-Branne) à l'Entre deux Mers en passant par les villes importantes (Créon, Targon, Sauveterre-de-Guyenne) et Sadirac avec un trafic de 10 000 véhicules par jour.
La RD 14 relie la RD 10 (Bordeaux-Langon) de Latresne/Camblanes-et-Meynac à Créon en longent les limites territoriales de Sadirac
La RD 115 relie le centre-ville de Fargues-Saint-Hilaire au centre-ville de Sadirac. La RD 115 E8 fait la jonction entre la RD 671 et la RD 115
Les autres routes sont secondaires et moins importantes.
La commune est desservie par un réseau de transports en commun appelé « TransGironde ». Ce réseau regroupant toutes les communes de Gironde est indépendant de la métropole de Bordeaux qui a un réseau particulier.
Sadirac a donc quatre lignes de bus régulières (toute l'année) et une ligne de transport scolaire :
- la ligne 404 (Bordeaux-Créon) traverse la commune d'est en ouest par le quartier de Lorient et le centre-ville: RD 671, 115E8 et 115 ;
- la ligne 403 (Bordeaux-Sauveterre/Targon/Créon) longe la commune sur la RD14 ;
- la ligne 406 (CHU Bordeaux-Pellegrin/Campus-Créon) longe la commune sur la RD14 ;
- la ligne car express (Bordeaux-Créon) est une ligne de bus interurbain express régional qui traverse la commune sur la RD671, l’unique arrêt sur la commune et à Lorient.
- la ligne 4021 (Bordeaux-Lorient/Sadirac) dérivée de la 402 qui ne passe qu'en période scolaire via la RD 936.

Ces quatre lignes sont connectées au réseau « Transport Bordeaux Métropole » à la place Stalingrad au centre-est de Bordeaux, au campus et au CHU et au centre-ville de Bordeaux (Hôtel de ville, palais de justice). Le réseau permet de se rendre aux plages de la côte Aquitaine de l'océan et du Bassin d'Arcachon par les lignes d'été du réseau.

### Risques majeurs
Le territoire de la commune de Sadirac est vulnérable à différents aléas naturels : météorologiques (tempête, orage, neige, grand froid, canicule ou sécheresse), mouvements de terrains et séisme (sismicité faible). Un site publié par le BRGM permet d'évaluer simplement et rapidement les risques d'un bien localisé soit par son adresse soit par le numéro de sa parcelle.
Les mouvements de terrains susceptibles de se produire sur la commune sont des tassements différentiels.

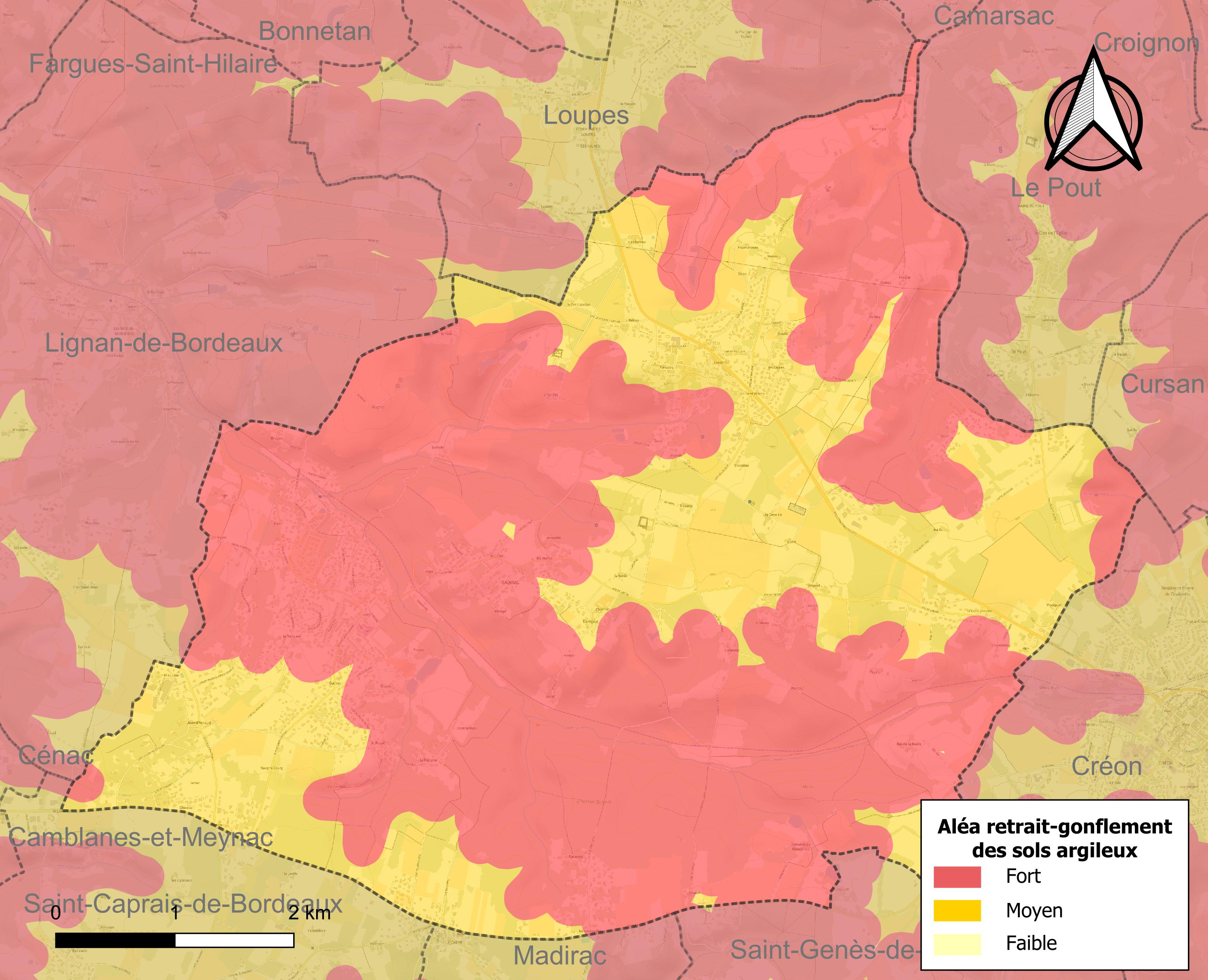
Carte des zones d'aléa retrait-gonflement des sols argileux de Sadirac.

Le retrait-gonflement des sols argileux est susceptible d'engendrer des dommages importants aux bâtiments en cas d’alternance de périodes de sécheresse et de pluie. La totalité de la commune est en aléa moyen ou fort (67,4 % au niveau départemental et 48,5 % au niveau national). Sur les 1 642 bâtiments dénombrés sur la commune en 2019, 1 642 sont en aléa moyen ou fort, soit 100 %, à comparer aux 84 % au niveau départemental et 54 % au niveau national. Une cartographie de l'exposition du territoire national au retrait gonflement des sols argileux est disponible sur le site du BRGM,.
La commune a été reconnue en état de catastrophe naturelle au titre des dommages causés par les inondations et coulées de boue survenues en 1982, 1985, 1999, 2009 et 2021, par la sécheresse en 1989, 2002, 2003, 2005, 2011 et 2017 et par des mouvements de terrain en 1999.

## Toponymie
Origine du nom Sadirac : les noms en ac sont d’origine celtique (a-Kos). Ce suffixe a pu être latinisé du IIe au IVe siècle en acum. Le préfixe lui serait romain et affirme une notion d’appartenance qui peut venir d’un Romain, Satirus. Étymologiquement, le nom peut être Saliriacus. Certaines autres hypothèses font valoir une origine venant de l’ancien français Sade (agréable).
En gascon, la graphie du nom de la commune de Sadirac est identique.  Le quartier "Le Casse" signifie le chêne en gascon, il abrite un four potier du XVIIIe siècle.[réf. nécessaire]

## Histoire
Depuis l'Antiquité, Sadirac connaît le savoir-faire potier. Ce savoir-faire a fait sa renommée et sa puissance au-delà des frontières de l'Aquitaine et de France et jusqu'en Angleterre et dans les Antilles. Au XVIIIe siècle, l'industrie potière sadiracaise atteint son apogée, le port de Bordeaux exporte aux Antilles cette poterie pour transporter de la canne à sucre et la stocker (pains de canne à sucre), à cette époque la commune de Sadirac abritait au moins 1 potier dans chaque famille. Plusieurs entreprises de poterie prospèrent jusque dans les années 50-60 et ferment dans les années 80. Aujourd'hui, le musée de la poterie raconte cette histoire, avec une collection d'objets issues de fouilles archéologiques effectuées sur la commune.
Deux dynasties régnaient sur Sadirac : les Laurian et les Sadirac qui, toutes deux, s'éteignirent très vite[Quand ?] et laissèrent au comte de Tustal la direction de la commune. Ces dynasties vendirent ou donnèrent à la puissante abbaye de La Sauve-Majeure des terres situées sur la commune. Après le mariage de la grande et puissante Aliénor d'Aquitaine, duchesse d'Aquitaine et comtesse de Poitiers (ancienne reine de France) avec le duc de Normandie et roi d'Angleterre Henri II Plantagenêt l'Aquitaine connaît pendant trois siècles l'occupation anglaise. Les rois britanniques étendent leur influence sur le territoire aquitain. En Entre-deux-mers les seigneurs sadiracais (dynasties des Sadirac et Laurian et celle du Comte de Tustal) s'allient à ladite abbaye afin de contrer les prétentions et la puissance de la bastide de Créon voulue par le roi d'Angleterre Edouard II aussi duc d'Aquitaine. En 1315, le roi-duc demande à son sénéchal d'Aquitaine (Guyenne) Amaury III de Craon -qui est aussi sénéchal d'Anjou pour le compte du roi de France- de créer la prévôté de Créon. Cette bastide représente le roi anglais dans la région de l'Entre-deux-mers et permet détendre son influence. Il s'attire donc les foudres de l'Église et des seigneurs Sadiracais qui se méfient du roi. Afin d'éviter une révolte, la bastide est très petite et n'empiète pas sur les voisins sadiracais et sauvois mais le marché de Créon devient important et est encore actuel aujourd'hui. Cependant, Sadirac n'a pas perdu de son influence et devient concurrente de Créon. L'industrie sadiracaise se développe autour du vin et de la poterie en direction du port de Bordeaux et de l'Angleterre tandis que Créon préfère se tourner vers le commerce de marchandise et d'alimentation. Le contrôle du territoire est exercé par le prévôt de Créon ce qui en fait la "capitale" de l'entre-deux-mers du Moyen Âge mais Sadirac et l'abbaye de La Sauve-Majeure n'acceptaient pas trop ce contrôle de la monarchie britannique sur leurs terres.[réf. nécessaire]

### La lignée des Sadirac[20]
Le premier personnage à porter le nom de « Sadirac » apparaît, entre 1106 et 1119, il s'agit d'Arnaldus Raimundi de Sadirac -(17).
Il donne à l’Abbaye de la Sauve-Majeure une portion de terre située à Labatut, nom qui rappelle sans doute l'emplacement d'un bois abattu ; Arnaud de Sadirac apparaît à nouveau en 1111 dans une donation en faveur de l’abbaye Sainte-Croix de Bordeaux.
Ce personnage a eu plusieurs enfants dont une fille, son gendre était prénommé Raymond. Un de ses héritiers portait le même prénom que lui puisqu'entre 1182 et 1194 un autre Arnaud Raymond de Sadirac cède une terre à l’abbaye de la Sauve Majeure située au lieu-dit Mazères -(18). Ce terme qui s'emploie généralement au pluriel désigne des décombres ou des ruines de bâtiment. On ne remarque pas ce toponyme à Sadirac mais dans la paroisse de Camarsac, à côté du lieu appelé Labatut, concerné par une des donations précédentes.

D'autres personnages portant le nom de Sadirac apparaissent dans des actes du XIIe siècle. L'un d'eux est prêtre, il s'agit de Robert de Sadirac -(19). Au moment de faire revêtir l'habit religieux à son fils Gaucem, il donne à l'abbaye Sainte-Croix de Bordeaux plusieurs terres et vignes à Sadirac. Un de ses héritiers apparaît dans un acte du 2 avril 1260 dans lequel : « R.Gaucem, fils de feu R.Gaucem de Sadirac, vend à Bertrand De La Roque, prieur de Sadirac, la moitié d'un pré situé à Sadirac, près du clos de feu G, Gaucem » -(20).
Il semble qu'il y ait une certaine fiabilité dans la possession d'un ou de plusieurs fiefs par Robert, Gaucem de Sadirac et ses héritiers, pendant au moins un siècle.
Dans un acte de 1140-1155, Bertand De Sadirac se donne à l'Abbaye de la Sauve-Majeure. Avec ses frères Oliver et Guillaume Seguin, ils abandonnent, après l’avoir contestée, une terre située dans le casai des moines à Durfort, plus la moitié d'une vigne devant la porte de ce même casai -(21).
On retrouve un nommé Guillaume Seguin dans une vente du I5 novembre 1260 -(22). Puis on apprend dans un acte du 27 février 128l -(23) que Bernard Seguin est recteur de l’église de Sadirac ; il est à nouveau cité le 5 mars 128l -(24)en tant que prêtre de Sadirac. Ces deux personnages sont peut-être les héritiers de Bertrand de Sadirac ou de ses frères Olivier et Guillaume Seguin.
À la fin du XIIe siècle, on apprend qu'Arnaud-Raymond de Sadirac a un cousin nommé Raymond de Moncuq. Peu après la donation d'Arnaud de Sadirac, celui-ci donne son alleu au même endroit avec un homme nommé Jean Bazin. Le premier personnage à porter le nom de « Moncuq » apparaît dans un acte daté entre 1140 et 1155 : «Arnaud de Moncuq cède à l'abbaye de la Sauve-Majeure une terre située au lieu appelé Durfort » -(25).
La famille de Moncuq a laissé son nom au fief qu'elle possédait à Sadirac. En effet, le 15 novembre 1260 Bertrand De La Roque achète le ténement de Mont-Cuc. Ces trois familles ; les Sadirac, les Seguin et les Moncuq semblent étroitement liées et sont installées dans la paroisse de Sadirac depuis la première moitié du XIIe siècle.

### D'autres citoyens sadiracais identifiés
Arnaud Raymond de Sadirac, Guillaume Boueu Cler (1429), Joseph Sadirac (1691/92), Jean Le Duc régent (1609)
(17)Cartulaire de la Sauve Majeure - Pièce n°307 (1106-1119).
(18)Cartulaire de La Sauve Majeure. Pièce n°317 (1182-1194).
(19)A.G.H. Tome XXVII Pièce n°125 (XIIe siècle).
(20)A.H.G. Tome XXVH Pièce n° 182 (2 avril 1260).
(21)Cartulaire de La Sauve Majeure Pièce a° 324 (1126-1155).
(22)A.H.G. Tome XXVII Pièce n° 180 (15 novembre 1260).
(23)Sainte Croix : H409 Pièce n° 14 (27 février 1281).
(24)Sainte Croix H1044 Pièce n°23 acte 32 (5 mars 1281).
(25)Cartulaire de La Sauve Majeure Pièce n°325 (1140-1155).

### Chemin de fer

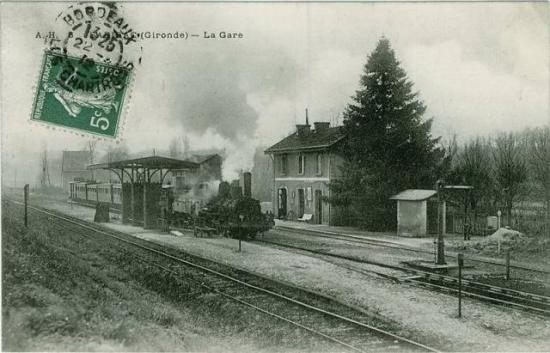
Sadirac au temps du chemin de fer

Durant une partie du XIXe siècle et du XXe siècle, Sadirac avait une ligne de chemin de fer qui reliait Bordeaux à Espiet (carrières) pour alimenter les usines ayant besoin de matériaux.
Le projet de ligne Bordeaux-La Sauve émerge en 1866. Le 15 mai 1873, le voyage inaugural est annoncé au départ de la Sauve. La ligne traversait l'entre-deux-mers par Latresne, Cénac, Sadirac, Créon et la Sauve parmi les plus importantes. Sur les wagons du train figure la totalité du nom des stations où le train passe. Chacune de ces villes possédait une gare. Ces gares servaient de halte pour les marchandises, on y ajoutait ou on enlevait les marchandises provenant des différentes communes.
La ligne surnommée le train de l'entre-deux-mers était fréquentée par des voyageurs qui pouvaient ainsi se déplacer de ville en ville. Ceci étant un privilège pour l'époque car même à Bordeaux il n'existait pas de lignes régulières partout. L'engouement étant tellement fort que les habitants de Madirac, Saint-Genès-de-Lombaud et Sadirac ont fait une pétition afin de créer une gare intermédiaire entre Sadirac et Créon. Ayant eu gain de cause, la gare nouvellement créée s'appelait "Barrière 74" au lieu-dit Calamiac à Sadirac. le trafic voyageur s'effectuait par des trains légers à raison d'une desserte journalière en 1re, 2e et 3e classes. La ligne fut fermée au transport de voyageurs en juin 1940 au moment de l'instauration du régime de Vichy et l’Occupation allemande. Dès lors, l'activité unique sera le transport de marchandises. En 1979, la ligne est arrêtée après la fermeture de la cimenterie d'Espiet.
À notre époque, la ligne a été aménagée en piste cyclable appelée Roger Lapébie du nom d'un cycliste originaire de la région. Toute l'année, cette piste est empruntée par des milliers de personnes. Les gares ont été reconverties en office de tourisme (Créon), en restaurant (Lignan-de-Bordeaux et Espiet), gîte collectif (Citon-Cenac) ou en Maison du patrimoine naturel à Sadirac.

### Châteaux

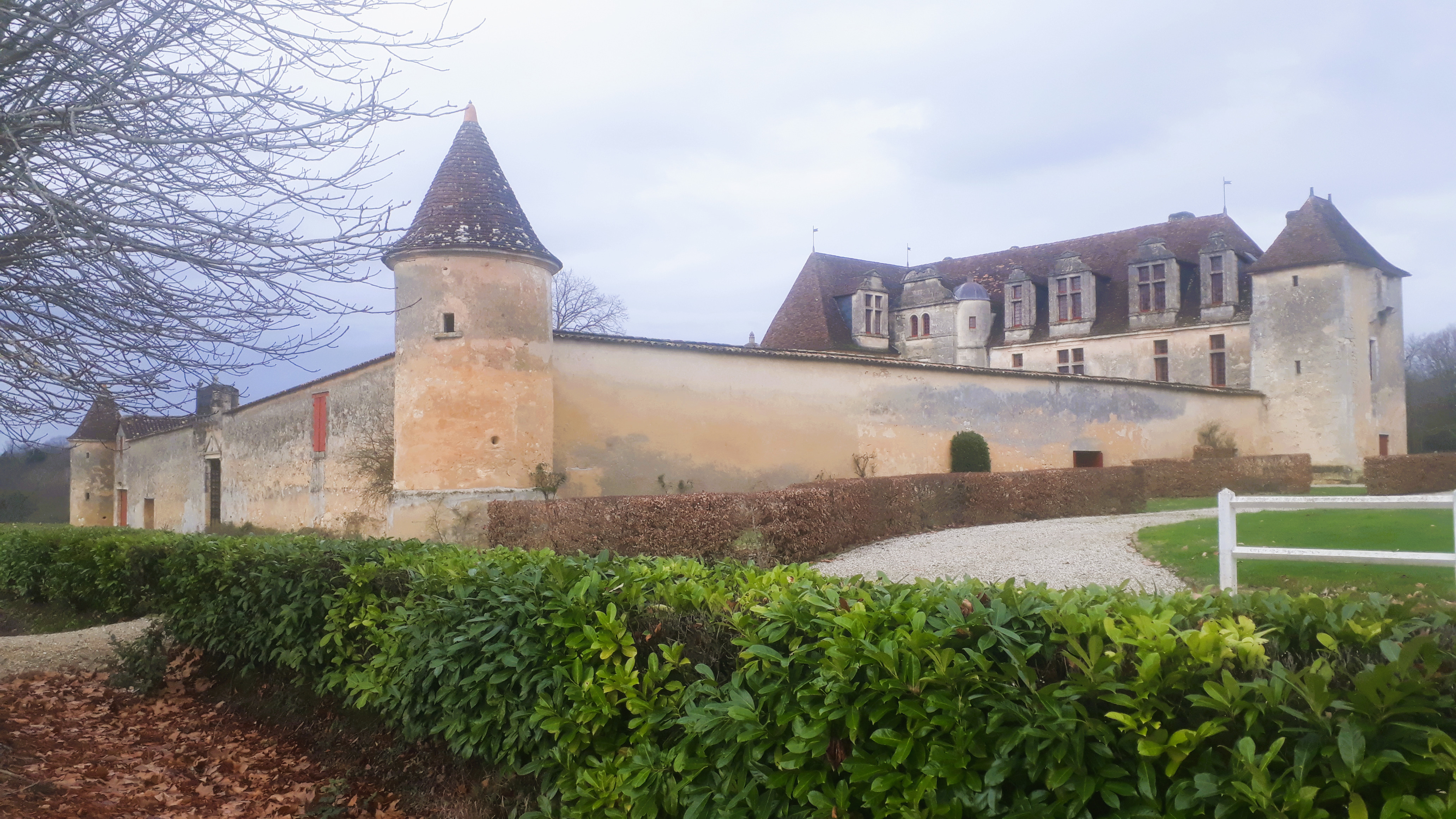
Château Le Grand Verdus.

Il y a aujourd'hui à Sadirac une quinzaine de châteaux dont les plus importants sont le château de Tustal et le château du Grand Verdus. Le riche armateur Bernard Journu-Aubert achète le château de Tustal en 1791, et commence une exploitation de moutons mérinos qui ne prospère pas. Il devient, sous Napoléon Ier, comte de Tustal et d'Empire et pair de France. À la même époque, Claude Deschamps, architecte des ponts de pierre de la région (Bordeaux et Libourne entre autres), achète le château Le Grand Verdus ; leurs descendants communs sont la famille Le Grix de la Salle.
C'est probablement au souvenir des Laurian qu'on doit le nom du gros hameau de Lorient, situé sur la RD671 à 3,5 km de Créon et 4 km de Sadirac.

## Politique et administration

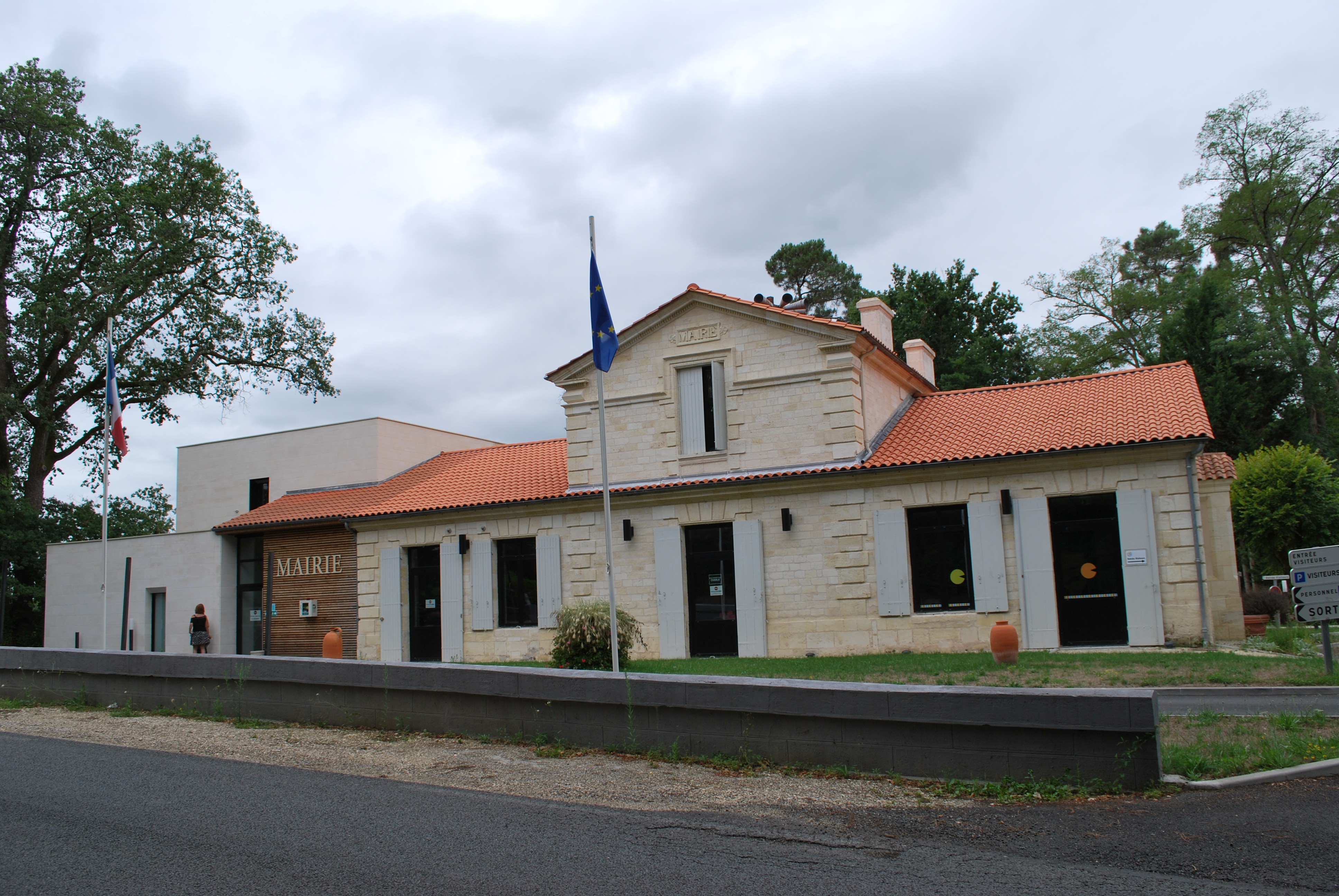
La mairie.

### Arrondissement, canton, intercommunalité
La commune de Sadirac fait partie de l'arrondissement de Bordeaux. À la suite du découpage territorial de 2014 entré en vigueur à l'occasion des élections départementales de 2015, la commune demeure dans le canton de Créon remodelé,. Sadirac fait également partie de la communauté de communes du Créonnais dont le siège est à Créon et membre du Pays du Cœur de l'Entre-deux-Mers.

### Instances judiciaires et administratives
- Police municipale de la commune ;
- Brigade de gendarmerie de Créon ;
- Caserne de sapeurs-pompiers de Créon.

## Population et société
Les habitants sont appelés les Sadiracais.

### Démographie
L'évolution du nombre d'habitants est connue à travers les recensements de la population effectués dans la commune depuis 1793. Pour les communes de moins de 10 000 habitants, une enquête de recensement portant sur toute la population est réalisée tous les cinq ans, les populations de référence des années intermédiaires étant quant à elles estimées par interpolation ou extrapolation. Pour la commune, le premier recensement exhaustif entrant dans le cadre du nouveau dispositif a été réalisé en 2005.

En 2022, la commune comptait 4 718 habitants, en évolution de +13,5 % par rapport à 2016 (Gironde : +6,91 %, France hors Mayotte : +2,11 %).
| 1793  | 1800 | 1806  | 1821  | 1831  | 1836  | 1841  | 1846  | 1851  |
| ----- | ---- | ----- | ----- | ----- | ----- | ----- | ----- | ----- |
| 1 048 | 923  | 1 081 | 1 077 | 1 087 | 1 138 | 1 101 | 1 106 | 1 140 |

| 1856  | 1861  | 1866  | 1872  | 1876  | 1881  | 1886  | 1891  | 1896 |
| ----- | ----- | ----- | ----- | ----- | ----- | ----- | ----- | ---- |
| 1 043 | 1 105 | 1 108 | 1 085 | 1 074 | 1 085 | 1 072 | 1 030 | 984  |

| 1901  | 1906  | 1911  | 1921 | 1926 | 1931 | 1936 | 1946 | 1954 |
| ----- | ----- | ----- | ---- | ---- | ---- | ---- | ---- | ---- |
| 1 030 | 1 054 | 1 019 | 972  | 920  | 870  | 898  | 885  | 868  |

| 1962 | 1968  | 1975  | 1982  | 1990  | 1999  | 2005  | 2006  | 2010  |
| ---- | ----- | ----- | ----- | ----- | ----- | ----- | ----- | ----- |
| 921  | 1 043 | 1 206 | 2 116 | 2 899 | 3 022 | 3 357 | 3 372 | 3 501 |

| 2015  | 2020  | 2022  | - | - | - | - | - | - |
| ----- | ----- | ----- | - | - | - | - | - | - |
| 4 119 | 4 626 | 4 718 | - | - | - | - | - | - |

### Enseignement
- École maternelle Pierre-Perret au centre-ville
- École élémentaire Marie-Curie au centre-ville
- École primaire (maternelle et élémentaire) Théodore-Monod dans le quartier de Lorient
- Lycée général, technologique et professionnel Robert Badinter avec internat d’une capacité de 1500 élèves à Créon aux limites communales de Sadirac

### Manifestations culturelles et festivités
- « Silver Tiag », festival musique country ;
- « Sadirock », festival rock ;
- Championnat du monde de lancer de cruche, annuellement le 1er dimanche de septembre ;
- Trail des coteaux.
- Festival International de la Céramique
- La Piste Gourmande
- Sadirac fête les vins de l'Entre-deux-Mers
- Fête locale de Sadirac
- Etape du festival Ouvre La Voix

### Jumelages
Espagne, Cabrales (Principauté des Asturies)

### Santé
- Centre hospitalier universitaire de Bordeaux
- hôpital de Libourne
- Centre médical de "la Poterie" au centre-ville avec trois médecins, un dentiste et une infirmière
- Infirmiers à Sadirac
- Un centre de kinésithérapie
- une ostéopathe
- une pharmacie au centre-ville

### Sports
- USS : Union Sportive Sadiracaise (rugby, football, danse, gym, rumba, tennis, judo)
- US SADIRAC Rugby et le Rugby Club de la Pimpine
- Stade municipal Guyot de Villeneuve (football et rugby)
- Stade d'entraînement rugby
- Skate Park de Sadirac
- City Stade de Sadirac
- City Stade de Lorient
- Dojo (judo, karaté)
- Deux courts de tennis
- Salles de danse
- une salle multi-activité

## Économie
La commune est située dans l'aire géographique de production de l'entre-deux-mers (vins blancs secs), appellation d'origine contrôlée du vignoble du même nom. Toute la région produit en outre des rouges, des clairets, des rosés, des blancs secs, doux ou effervescents sous les dénominations bordeaux et bordeaux-supérieur.
La commune abrite une dizaine de châteaux dédiés à la viticulture : Château de Tustal, Château du Grand Verdus, Château Pabus, Château Belrose Moncaillou, Château Thioulet, Château Farizeau, Château Landereau, Château de la Sensine, Château-Neuf Melrose (lieu-dit Mouquet).
Un camping s'est implanté sur la commune au lieu-dit Bel Air à côté de la zone artisanale comportant 100 emplacements. Une ligne de bus 404 (Bordeaux-Créon) dessert cet établissement.
Une usine Placoplatre s'est implantée dans la commune le 30 septembre 2000 employant entre 19 et 40 salariés. Elle a dû fermer en 2016 par décision du groupe Saint-Gobain qui en était propriétaire, laissant un emplacement désaffecté et des salariés au chômage. L’établissement est repris par deux investisseurs en relation avec la commune pour régénérer le site en zone artisanale et commerciale. Depuis une trentaine d'entreprise se sont installées et créées plus d'une centaine d'emplois.
Une zone artisanale dite « Bel-air » est située le long de la RD 671, regroupant plusieurs entreprises comme un garage Citroën, un exploitant de piscines, un contrôle automobile Dekra, un magasin de vêtements de chantier (Keep Safe), un ESAT pour handicapés, deux entrepôts d'auto-stockage, un glacier, un électricien, un artisan chaudronnier façonneur, un service d'ambulance, une maison de la chasse de Sadirac et une boîte de nuit. Elle est desservie par un arrêt de bus. Il y a aussi un lavage automobile et un magasin de motoculture situés à Lorient.
Une zone artisanale "Le Plantey" est situé au bord de la RD 14, regroupant plusieurs entreprises (un tabac-presse-épicerie, un primeur, une brasserie, un mécanicien ...)
Sadirac est une ville qui accueille un grand nombre d'entreprises de tous les corps de métiers du bâtiment (électriciens, peintres, maçons, charpentiers-menuisiers, plombiers ...) et de soins à la personne (coiffeurs, esthéticienne, infirmiers, ostéopathe, kinésithérapeute...).
Il y a un panel de commerces de proximité : deux tabacs-loto-presse-épicerie, deux boulangeries-pâtisseries, une brasserie, une exploitation de légumes bio, quatre coiffeurs; un fast food-pizzeria et un restaurant à Lorient, et au centre-ville, un restaurant, une pharmacie, une poste, un commerce boucherie-charcuterie-traiteur, deux pizzeria et une esthéticienne.

## Culture locale et patrimoine

### Patrimoine architectural
- L'église paroissiale Saint-Martin[31]. La charpente a été inscrite au titre des monuments historique en 1925[31].
- Croix de cimetière de Sadirac[32].
- Statue de la Vierge à l'Enfant du XIIe siècle, à l'origine sur l'autel principal de l'église Notre-Dame de l'abbaye de La Sauve-Majeure.
- Château de Tustal protégé au titre des monuments historiques[33].
- Château du Grand Verdus également protégé[34].

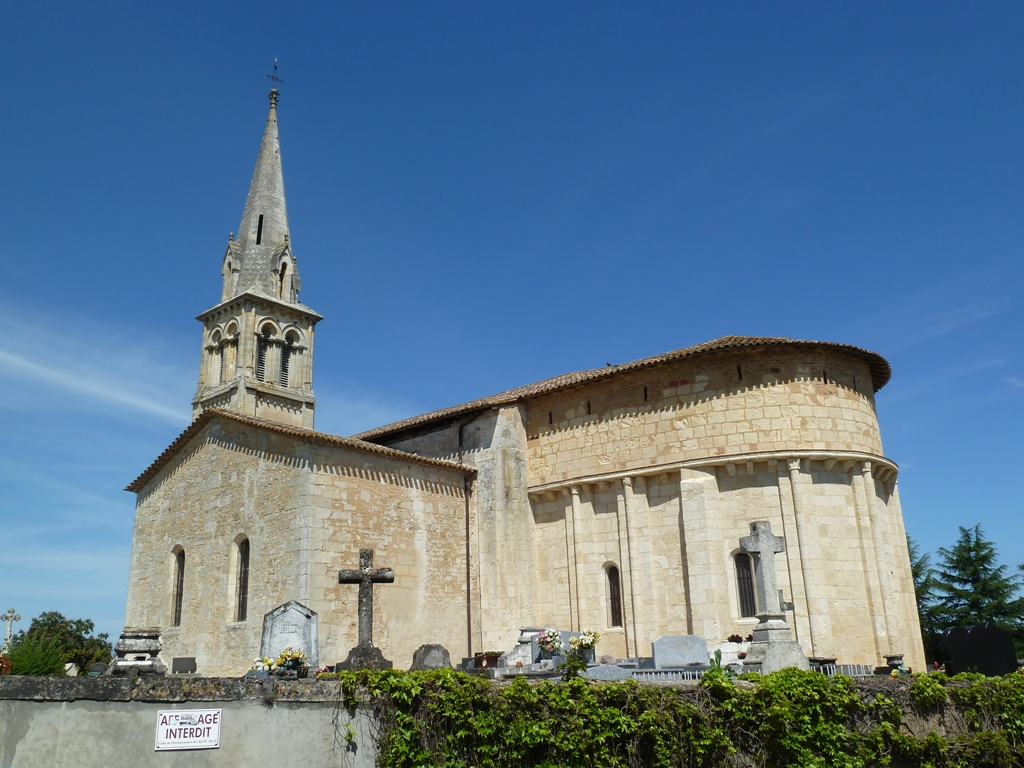
Église Saint-Martin.
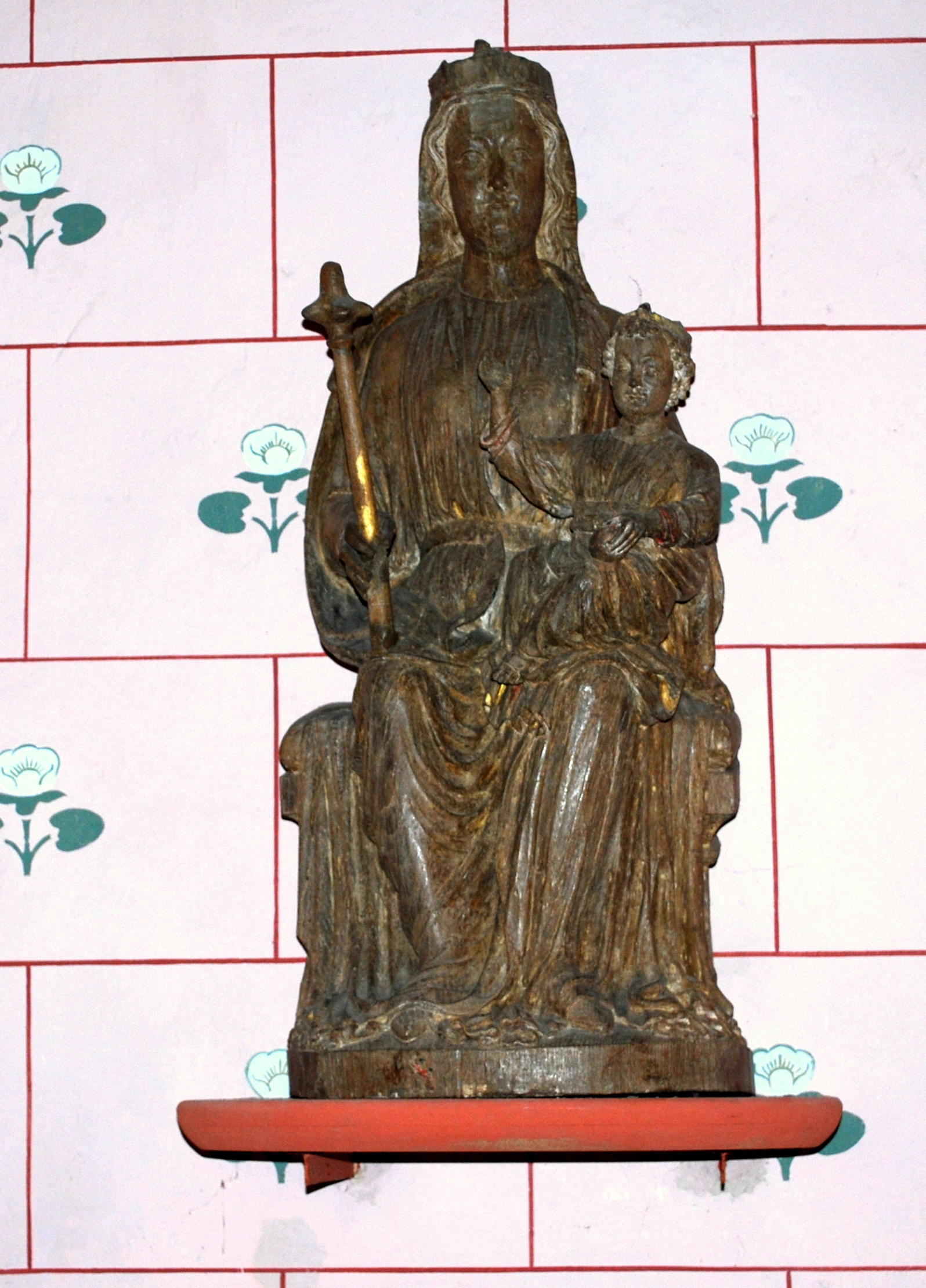
Vierge du XIIe siècle.
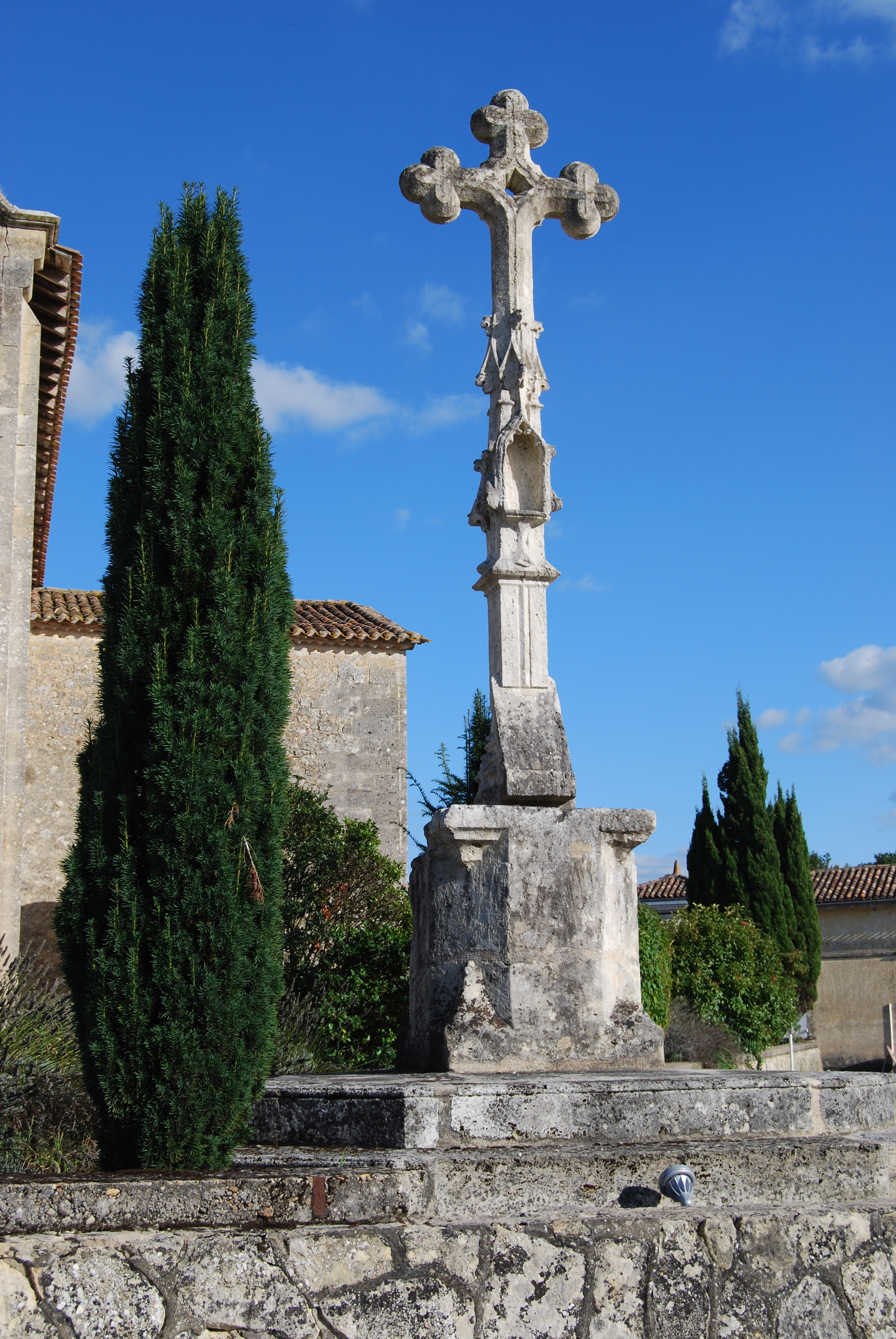
Croix de cimetière.
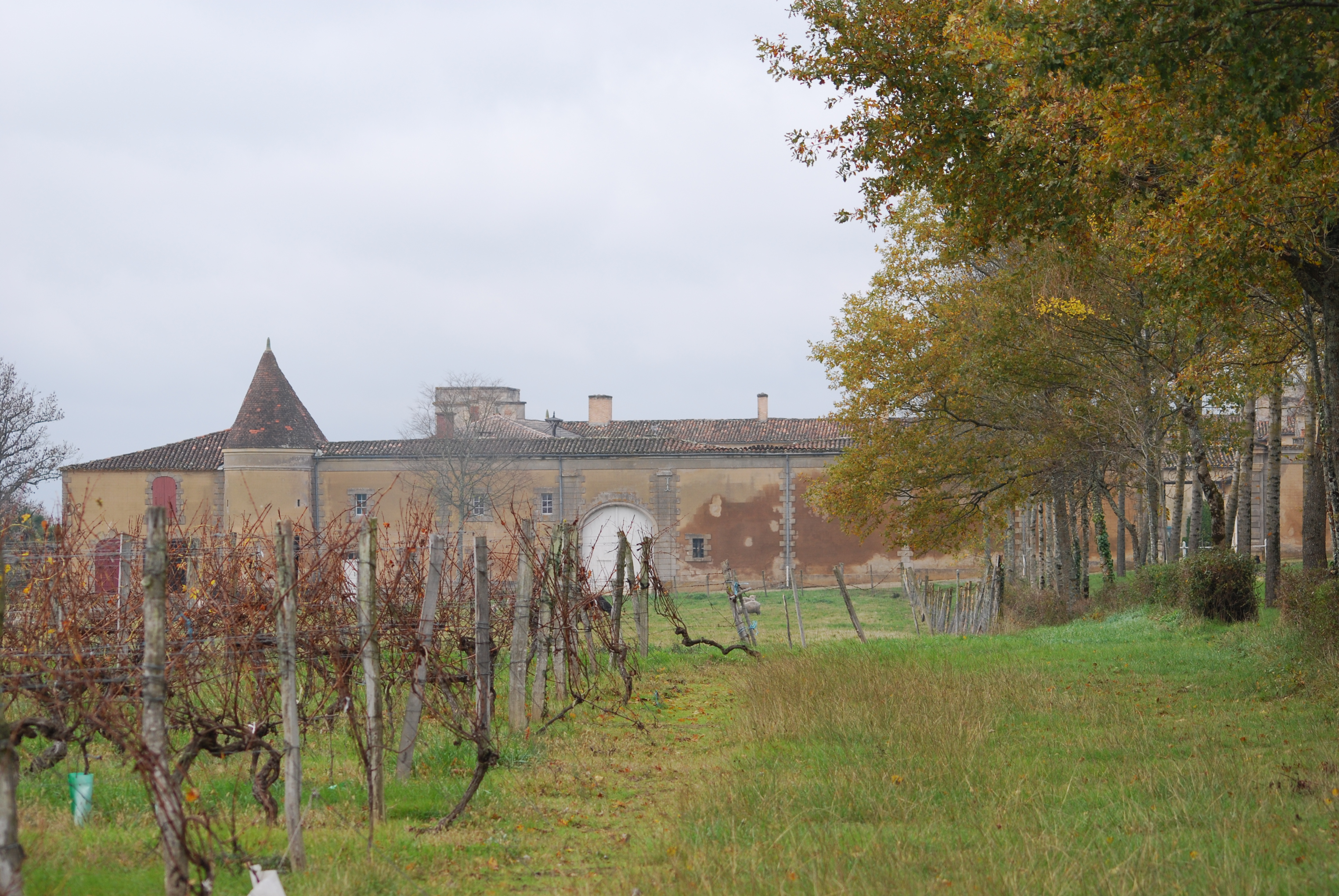
Château de Tustal.
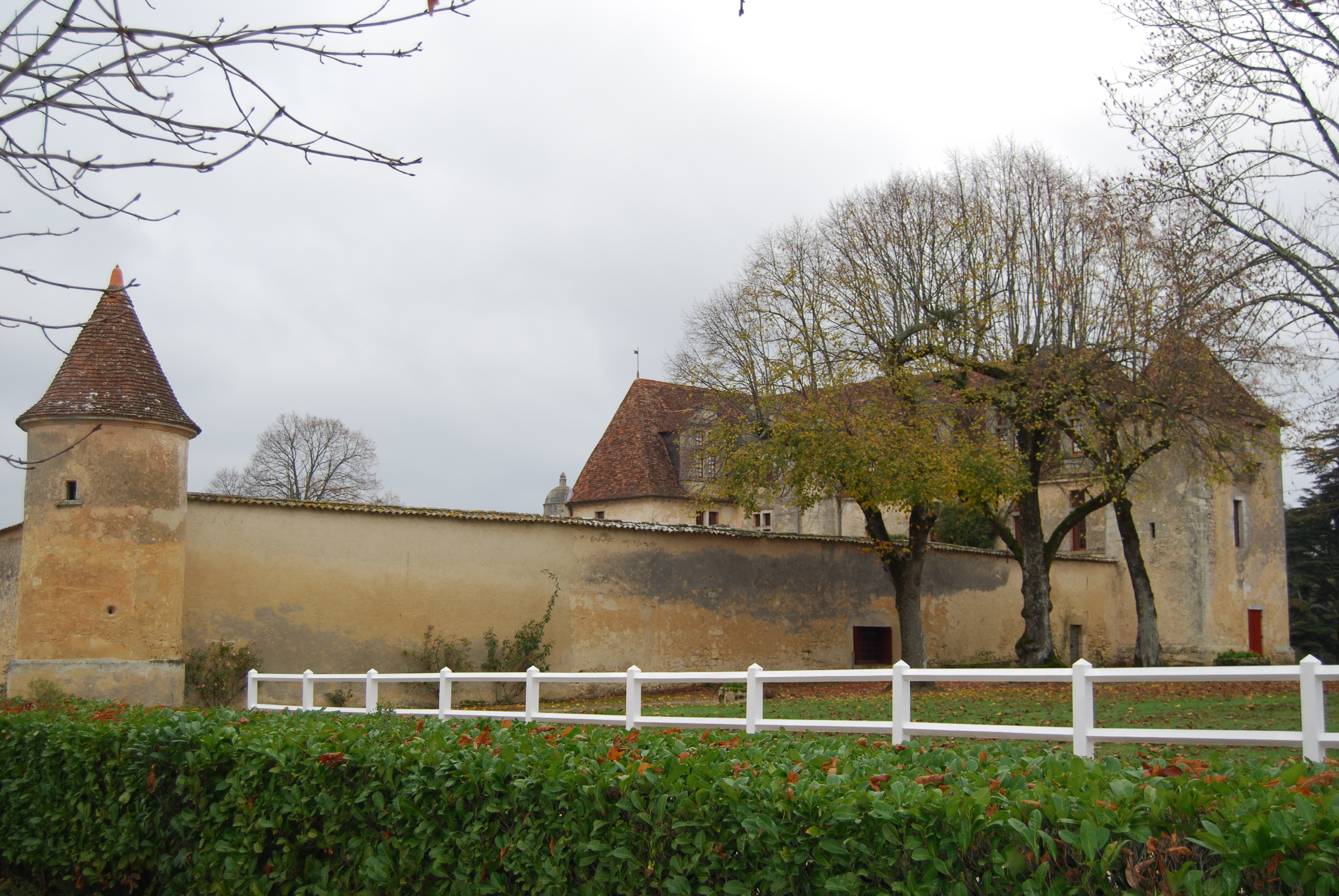
Château du Grand Verdus.
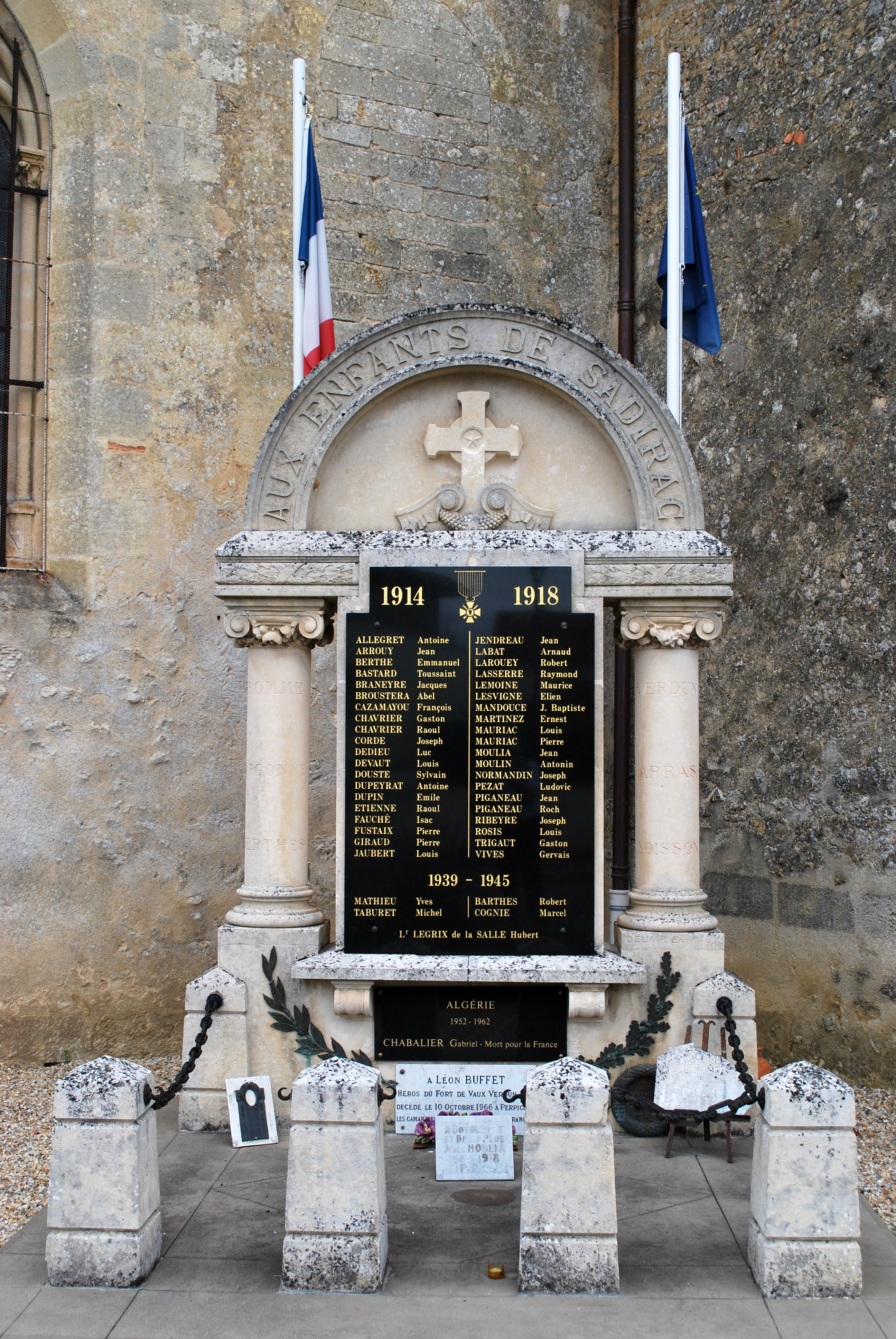
Monument aux morts.

- Maine de Labadie, domaine ayant reçu la visite du roi Louis XIII le 17 décembre 1615, et un des foyers de l'industrie potière de Sadirac.
- Une soixantaine d'édifices de la commune de Sadirac, mairie, ancienne gare, moulins à farine, croix de chemin, fermes, maisons, demeures, domaines, chartreuses, châteaux, du XVIIe au XIXe siècle, vestiges de château-fort du haut Moyen Âge, sont versés à l'inventaire général du patrimoine culturel dans le cadre d'une étude topographique du canton de Créon réalisée à partir de 1983 par le conseil régional d'Aquitaine[35].

### Patrimoine industriel
Sadirac connait depuis l'Antiquité le savoir-faire potier. Plusieurs potiers s'installent dans la ville aux XVIIe et XVIIIe siècles et fabriquent la poterie grâce à l'argile propice qui est sur la commune. Au XVIIIe siècle, toutes les familles habitant à Sadirac avaient au moins un potier. À cette époque, on comptait 150 fours sur la commune.
L'enquête de repérage du patrimoine industriel menée à partir de 1989 par le conseil régional d'Aquitaine a recensé sur la commune et versé à l'inventaire général du patrimoine culturel quatre usines de poterie dont deux encore en activité à cette date au lieu-dit Laurent Videau. La poterie Fouragnan, construite dans le bourg vers 1830, produit, dans une quarantaine d'ateliers occupant une centaine d'ouvriers, les moules destinés aux raffineries de sucre. Au déclin de l'industrie sucrière bordelaise et nantaise l'usine se consacre, jusqu'en 1901, à la fabrication des pots destinés aux résiniers landais et à la poterie à usage domestique. Les vestiges restaurés de l'établissement industriel et du four désaffectés accueillent le musée de la poterie et de la céramique de Sadirac. La poterie Monsion, construite en 1833 au lieu-dit Minguet, produit de la céramique glaçurée au manganèse. Vers 1900, elle abandonne les moules à pains de sucre et les recettes pour la mélasse pour s'orienter vers la poterie horticole jusqu'en 1974, date à laquelle l'établissement est désaffecté.

### Équipements culturels

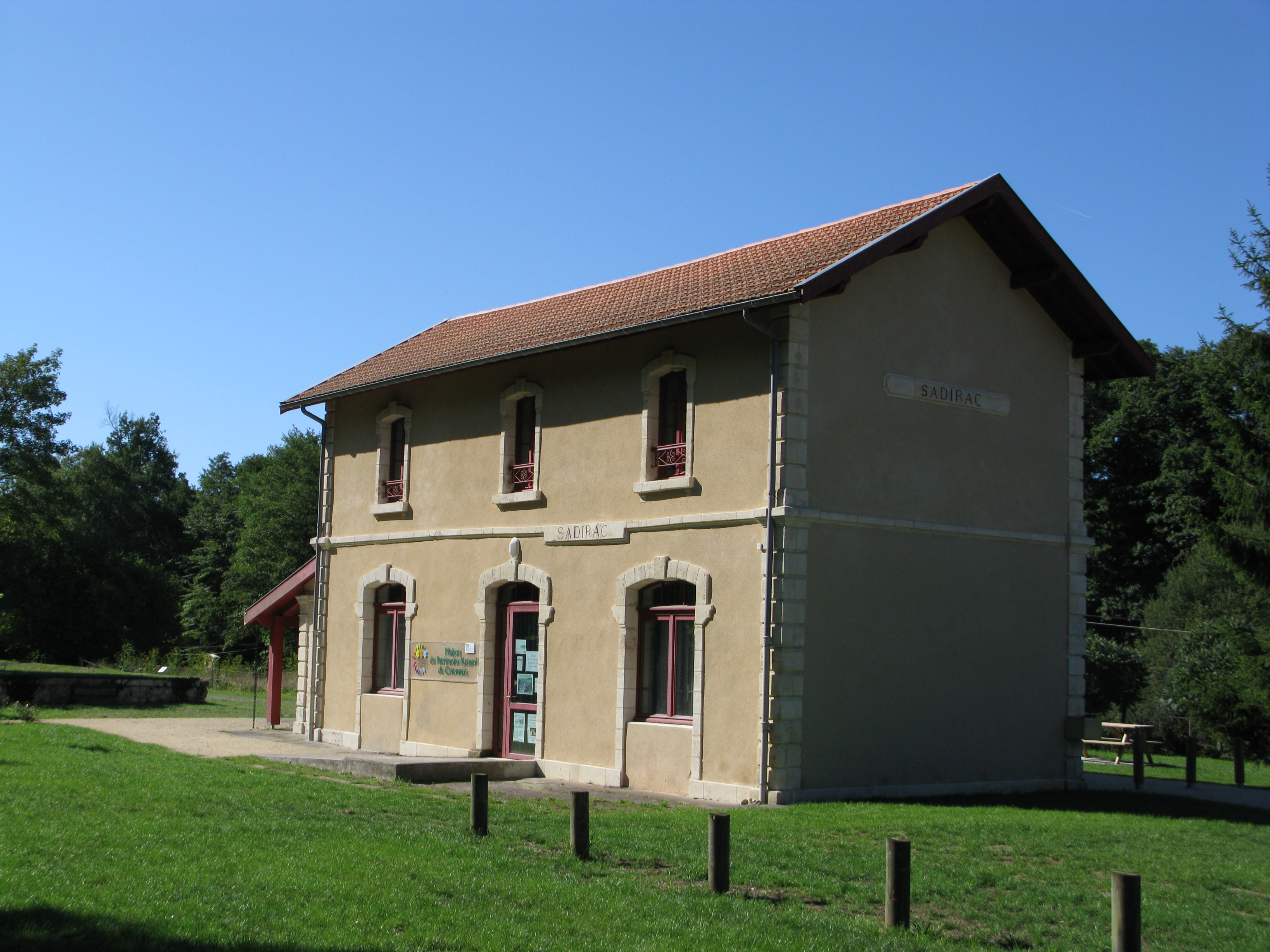
Ancienne gare.

La piste cyclable Roger-Lapébie qui passe à Sadirac-bourg était auparavant la voie de chemin de fer du ciment français.
La gare de Sadirac a été reconvertie en maison du Patrimoine naturel du Créonnais. Depuis 1er juillet 2006, la gare est animée par l'association Terre et Océan autour de la thématique de la nature et de l'éveil scientifique avec des balades nature les dimanches, des activités pour les enfants pendant les vacances scolaires, un club nature, des débats, des activités pour les écoles,.
La commune propose un musée de la poterie et de la céramique, une bibliothèque municipale et accueille des associations comme « Oh Légumes oubliés » qui possède une ferme avec un élevage d'aurochs et une culture de vieux légumes oubliés.

### Personnalités liées à la commune
- Bernard Journu-Auber (1745-1815), comte de Tustal, d'Empire et pair de France, fut le propriétaire de l'ancienne baronnie de Calamiac sur la commune. Il fait partie d'une riche famille de négociants bordelais.
- Claude Deschamps (1765-1843), architecte des ponts de pierre de Bordeaux et de Libourne sous Napoléon Ier, acheta le château du Grand Verdus situé à Sadirac.
- Jacques Piou (1838-1932), ancien maire de Sadirac, député et chef de la droite catholique de l'époque au Parlement.
- Jean-Marie Darmian (1947), né dans la commune et ancien maire de Créon jusqu'en 2014, ancien vice-président du conseil départemental de la Gironde et ancien député-suppléant de la 12e circonscription de Gironde.
- Georges Le Fèvre (1892-1968) sadiracais et journaliste et écrivain célèbre de la "Croisière Jaune".
- Pierre François Camille Guyot de Villeneuve (1862-1939) sadiracais et homme politique, le stade municipal de la commune porte son nom.
- Matthew Clarkin (1981), sadiracais et joueur professionnel de rugby.
- Christelle Dubos (1976), sadiracaise, conseillère municipale de Sadirac 2014-2020, députée de la douzième circonscription de la Gironde 2017-2022 et Secrétaire d'Etat auprès du ministre des Solidarités et de la Santé 2018-2020.

### Héraldique
| Blason de Sadirac | Blason  | D'or à la grappe de raisin de gueules tigée et feuillée de sinople senestrée d'un pot de terre d'orangé, l'anse à senestre,. |
| Blason de Sadirac | Détails | Le statut officiel du blason reste à déterminer.                                                                             |